# Il Tempo che ordina alla Vecchiaia di distruggere la Bellezza
Il Tempo che ordina alla Vecchiaia di distruggere la Bellezza è un dipinto di Pompeo Batoni. Eseguito nel 1746, è conservato nella National Gallery di Londra.

## Descrizione
Si tratta di un'allegoria del Tempo che, raffigurato con una clessidra in mano, ordina ad un secondo soggetto, la Vecchiaia, di distruggere la Bellezza, personificata dalla giovane ragazza.

## Storia
Il dipinto fu commissionato a Batoni da Bartolomeo Talenti, collezionista lucchese, come pendant de La lascivia, ora conservato all'Ermitage di San Pietroburgo. Entrato nella collezione del conte russo Nikolai Alexandrovich Kushelev-Bezborodko, fu infine acquisito dalla National Gallery nel 1961.